# Björn Lönegren

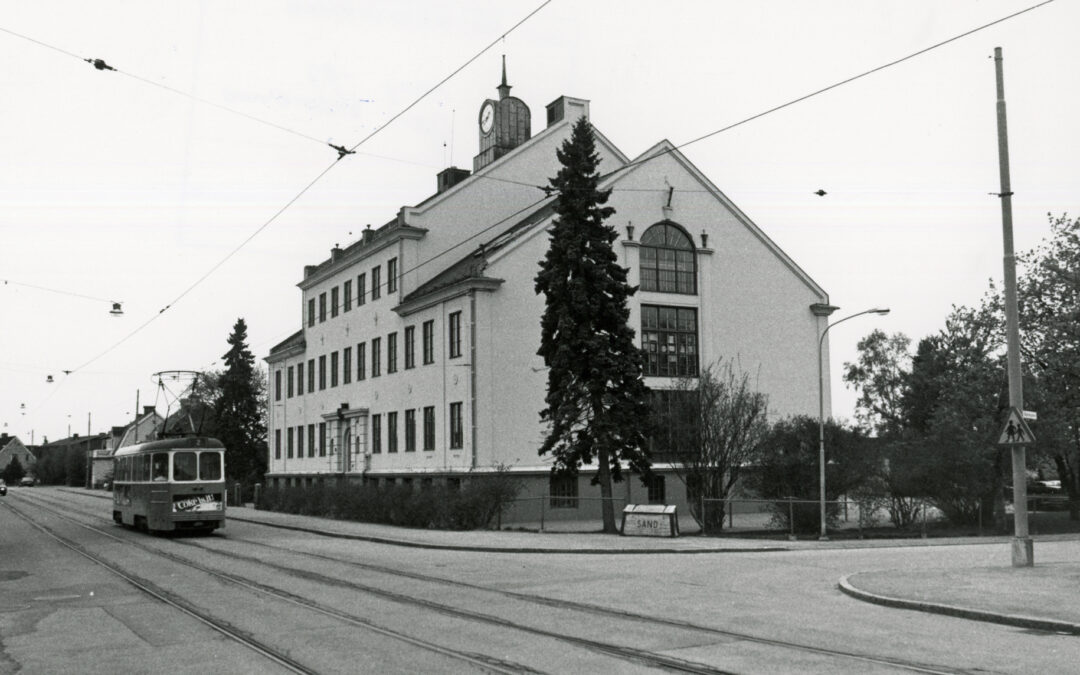
Karlshovs folkskola

Björn Lönegren, född 21 mars 1891 i Göteborg, död 3 november 1971 i Bromma, var en svensk arkitekt.
Lönegren avlade studentexamen i Malmö 1910 och studerade åren 1911–1915 vid Kungliga Tekniska Högskolan i Stockholm. Därefter var han anställd vid arkitektkontor i Köpenhamn 1915–1916, Oslo 1916–1920, Stockholm 1920–1921, hos Ernst Torulf i Göteborg 1921–1924 och hos Gustaf Birch-Lindgren i Stockholm 1930–1932. Åren 1924–1925 tjänstgjorde han som tillförordnad stadsarkitekt i Norrköping. Han drev egen arkitektverksamhet i denna stad 1924–1928 och i Malmö 1928–1930 samt 1932–1935. Från 1935 var han delägare i arkitektfirman Carlsson & Lönegren i Lund.

## Verk i urval
- Karlshovs folkskola, Norrköping.
- Norrköpings Bomullsväfveri AB:s ombyggnad.
- Krokeks gravkapell.
- Styrstads kyrka, Östergötland, restaurering.
- Hyreshus och ett 30-tal villor i Norrköping.
- Billegården 44, Svanegatan 14 och 16, Lund 1935, tillsammans med H Carlsson.
- Billegården 28, Sankt Månsgatan 21, Lund 1937, tillsammans med H Carlsson.
- Garvaren 20, Östra Vallgatan 27, Lund 1938.
- Gyllenkrok 27, Gyllenkroks allé 7, Lund 1939.
- Gyllenkrok 28, Gyllenkroks allé 5, Lund 1935, tillsammans med H Carlsson.
- Hospitalsträdgården 3, Tullgatan 6, Lund 1938, tillsammans med H Carlsson.
- Hospitalsträdgården 7, Södra Esplanaden 5, Lund 1938, tillsammans med H Carlsson.
- Sankt Thomas 12, Östra Vallgatan 43 - Agardhsgatan 7, Lund 1935, tillsammans med H Carlsson.
- Södertull 23, Gyllenkroks allé 19, Lund 1936, tillsammans med H Carlsson.
- Hyreshus och villor.